# Comuna Ulmeni, Călărași
Ulmeni este o comună în județul Călărași, Muntenia, România, formată numai din satul de reședință cu același nume.

## Așezare
Comuna se află în sud-vestul județului, pe malul stâng al Dunării, la est de municipiul Oltenița. Este traversată de șoseaua națională DN31, care leagă Oltenița de Călărași.

## Demografie
Componența etnică a comunei Ulmeni
     Români (84,22%)
     Romi (7,18%)
     Alte etnii (0,07%)
     Necunoscută (8,54%)
Componența confesională a comunei Ulmeni
     Ortodocși (90,49%)
     Alte religii (0,42%)
     Necunoscută (9,09%)
Conform recensământului efectuat în 2021, populația comunei Ulmeni se ridică la 4.543 de locuitori, în scădere față de recensământul anterior din 2011, când fuseseră înregistrați 4.962 de locuitori. Majoritatea locuitorilor sunt români (84,22%), cu o minoritate de romi (7,18%), iar pentru 8,54% nu se cunoaște apartenența etnică. Din punct de vedere confesional, majoritatea locuitorilor sunt ortodocși (90,49%), iar pentru 9,09% nu se cunoaște apartenența confesională.

## Politică și administrație
Comuna Ulmeni este administrată de un primar și un consiliu local compus din 13 consilieri. Primarul, Narcis-Niculae Drăgnoi[*], de la Partidul Social Democrat, este în funcție din octombrie 2020. Începând cu alegerile locale din 2024, consiliul local are următoarea componență pe partide politice:
|  | Partid                    | Consilieri | Componența Consiliului | Componența Consiliului | Componența Consiliului | Componența Consiliului | Componența Consiliului | Componența Consiliului | Componența Consiliului |
|  | ------------------------- | ---------- | ---------------------- | ---------------------- | ---------------------- | ---------------------- | ---------------------- | ---------------------- | ---------------------- |
|  | Partidul Social Democrat  | 7          |                        |                        |                        |                        |                        |                        |                        |
|  | Partidul Național Liberal | 6          |                        |                        |                        |                        |                        |                        |                        |

## Istorie
La sfârșitul secolului al XIX-lea, comuna făcea parte din plasa Oltenița a județului Ilfov și era formată din satele Ulmeni-Ungureni, Ulmeni-Pământeni și Tăușanca, cu 2578 de locuitori. În comună funcționau două biserici și o școală mixtă. Anuarul Socec consemnează comuna în aceeași plasă, cu aceeași alcătuire plus satul Valea lui Soare, transferat de la comuna vecină Spanțov, având în total 3742 de locuitori. În 1931, satele Ulmeni-Ungureni și Ulmeni-Pământeni au fost comasate și au format satul Ulmeni.
În 1950, comuna a fost transferată raionului Oltenița din regiunea București, iar în 1968 a revenit la județul Ilfov, reînființat. Tot atunci, satele Tăușanca și Valea lui Soare au fost desființate și comasate cu satul Ulmeni. În 1981, o reorganizare administrativă regională a dus la transferarea comunei la județul Călărași.

## Monumente istorice
Două obiective din comuna Ulmeni au fost incluse în lista monumentelor istorice din județul Călărași ca monumente de interes local. Unul este situl arheologic de la Ulmeni, de pe terasa Dunării, între fostele sate Tăușanca și Valea lui Soare, unde s-au găsit urmele unor așezări din eneolitic, una atribuită culturii Gumelnița, fazele A1 și A2, o alta atribuită culturii Cernavodă I, și una din perioada Latène. Celălalt obiectiv este clasificat drept monument memorial sau funerar și este reprezentat de o cruce de hotar din 1891, aflată în zona satului Ulmeni, pe stânga drumului Călărași–Oltenița, la 1 km distanță de fostul IAS Oltenița.

## Personalități
- Tudor George, scriitor (1926-1992)